# Mike Duxbury
Mike Duxbury, né le 1er septembre 1959 à Accrington (Angleterre), est un footballeur anglais, qui évoluait au poste de défenseur à Manchester United et en équipe d'Angleterre.
Duxbury n'a marqué aucun but lors de ses dix sélections avec l'équipe d'Angleterre entre 1983 et 1984. 

## Carrière
- 1980-1990 : Manchester United
- 1990-1992 : Blackburn Rovers
- 1992-1994 : Bradford City

## Palmarès

### En équipe nationale
- 10 sélections et 0 but avec l'équipe d'Angleterre entre 1983 et 1984.

### Avec Manchester United
- Vainqueur de la Coupe d'Angleterre de football en 1983 et 1985.
- Vainqueur du Charity Shield en 1983.